# میگل بارتو
میگل بارتو (انگلیسی: Miguel Barreto؛ زادهٔ ۱۴ سپتامبر ۱۹۷۸) یک بازیکن فوتبال اهل آرژانتین است.
از باشگاه‌هایی که در آن بازی کرده‌است می‌توان به باشگاه فوتبال پیکان تهران اشاره کرد.